# Parque Estadual da Ilha Grande

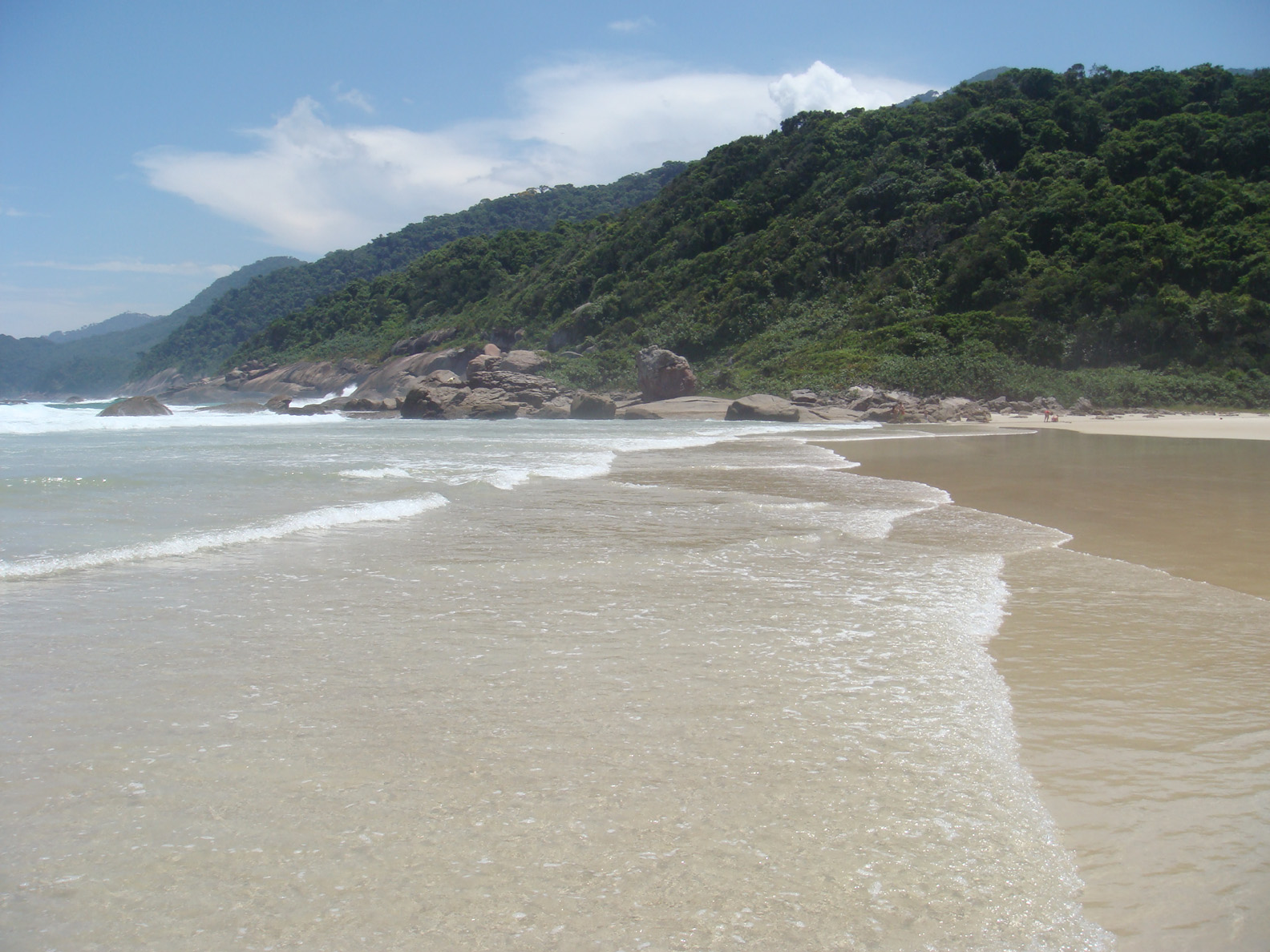
Praia de Lopes Mendes, na costa oceânica da Ilha Grande

Parque Estadual da Ilha Grande - PEIG é um parque brasileiro localizado no litoral sul do Estado do Rio de Janeiro, Município de Angra dos Reis. Foi criado por meio do Decreto Estadual 15.273 em 26 de maio de 1971. Atualmente é administrado pelo Instituto Estadual do Ambiente. É o terceiro maior parque insular do Brasil. Declarado pela UNESCO como Reserva da Biosfera da Mata Atlântica (1992), Tombado como Patrimônio Estadual (1987).[carece de fontes?]

## Ato de Criação
Demais Atos Legais: Decreto Estadual nº 16.067 de 4 de junho de 1973 (demarca), Decreto Estadual nº 2.061 de 25 de agosto de 1978 (dispõe), Decreto Estadual n° 2.648 de 13 de agosto de 1979, (acrescenta parágrafo único ao art. 1° do Decreto no 2.061) e Decreto Estadual n° 40.602 de 12 de fevereiro de 2007
Data de Aniversário: 26 de junho de 1971

## Geografia
Formação: A Ilha Grande foi formada há 420 – 500 milhões de anos.
Superfície: 12.052 ha – em processo de ampliação (Fase II). A Reserva Biológica Estadual da Praia do Sul tem 3.600 ha
Perímetro (km): 155
Distâncias de Abraão ao continente em linha reta: 12 km até Conceição de Jacareí, 17 km até a Ilha de Marambaia, 21 km atá Angra dos Reis e 24 km até Mangaratiba. O ponto insular mais próximo ao continente dista 3 km.
Zona de Fuso Horário: GMT (Greenwich MeanTime) – 3
Embasamento Rochoso: Rochas de idade proterozoica superior com 420 a 500 milhões de anos, denominadas gnaisses facoidais com ocorrência de migmatitos, charnokitos, granulitos, granudioritos e granitos, assim como depósitos terciários/quaternários fluvio-marinhos (sedimentos argilos - arenosos).
Relevo: Montanhoso e fortemente escarpado, destacando-se os topos aguçados, morros e pontões. Planícies e terraços fluviais e fluvio-marinhos ocorrem em trechos reduzidos ao longo da costa, em especial em Abraão, Praias do Sul e Leste, Parnaioca, Lopes Mendes e Dois Rios.
Altitudes: De 0 metros a 1.031 metros (Pedra D’água, ponto culminante). Destacam-se ainda o Pico do Papagaio (959 m) e o Morro do Ferreira (735m).
Solos: Predomina o Cambissolo Alítico associado a Latossolo Vermelho-Amarelo Alítico.
Rios e Lagoas: Centenas de rios e córregos perenes organizados em dezenas de microbacias. Duas lagoas.

### Bioma
Mata Atlântica
Região Fitogeográfica: segundo o sistema oficial de classificação da vegetação brasileira, organizado pelo IBGE, é designada como "Floresta Ombrófila.
Ecossistemas protegidos: diversos tipos de florestas (aluvial, planície, submontana e montana), restingas, manguezais, lagoas, rios, praias e costões rochosos.
Flora: minimamente, 2.000 espécies de árvores, arbustos, trepadeiras, bromélias e plantas menores.
Fauna: Milhares de espécies e vertebrados e invertebrados.

### Clima
Tropical úmido
- Precipitação média anual: 2.242 mm, sendo janeiro o mais chuvoso e julho o mais seco
- Número médio de dias de chuva: 158
- Temperatura: Média anual: 21,0 °C
- Média das mínimas: 19,9 °C
- Média das máximas: 27 °C
- Máxima absoluta: 39,3 °C em 11 de fevereiro de 1966
- Mínima absoluta: 9,4 °C em 12 de agosto de 1988

## Turismo
A ilha recebe por ano cerca de 400 mil visitantes
- Principais atrações: Clima tropical, paisagem e mirantes, mata atlântica, restingas, manguezais, fauna nativa, trilhas, construções históricas, rios, cachoeiras, poços, praias, costões rochosos, naufrágios e vida marinha.
- Principais atividades: Banho de mar e rio, surf, mergulho, caminhadas, contemplação, observação da natureza e pic-nic.

## Infraestrutura e patrimônio
Centro de visitantes/sede administrativa, casa de apoio/alojamento, casa do administrador, estradas, 5 pontes, trilhas, mirantes e sinalização, lancha, barco e veículos motorizados.
Patrimônio e Construções Históricas: Lazareto, Aqueduto e Barragem no Abraão, ruínas do Presídio e usina hidrelétrica desativada em Dois Rios, Farol dos Castelhanos, ruínas de caminhos e de antigas fazendas e sitios arquelógicos.

## Comunidades no interior e entorno
Vila do Abraão, Aventureiro, Provetá, Praia Vermelha, Araçatiba, Longa, Ubatuba, Tapera, Sítio Forte, Maguariquessaba, Passa Terra, Jaconema, Matariz, Bananal, Freguesia do Santana, Japariz, Saco do Céu e Praia de Fora, Mangues, Palmas, Aroeiras, Lopes Mendes, Castelhanos e Dois Rios.
População do entorno: Tem 7.500 moradores fixos, mas chega a receber 25 mil visitantes em datas como Carnaval, e o Reveillon
Residências no entorno: 1.225 sendo 792 irregulares.